# 취두부
취두부(중국어: 臭豆腐)는 두부를 소금에 절여 오랫동안 삭힌 중국 요리로, 썩은 두부라 불린다.

## 유래
처우더우푸(臭豆腐)는 소금에 절인 두부를 발효시켜 석회 속에 넣어 보존한 식품으로 향이 아주 강하다. 이것을 즐겨 먹는 사람들은 “냄새는 역겨워도 먹으면 고소하다. 실로 특이한 맛이다”라고 말한다. 처우더우푸는 왕치화자(王致和)라는 사람이 처음으로 만들어 먹기 시작했다. 청나라 강희제 때, 에서 과거시험을 보러 북경으로 올라온 왕치화는 과거에 합격하지 못하고 그만 낙방하게 되었다. 그는 자존심이 강한 사람이라 고향으로 돌아갈 면목이 없었다. 그래서 그는 고향으로 내려가지 않고 북경에서 두부장수를 하게 되었다.
개업한 지 얼마 안 되었는데, 설상가상으로 비는 구질구질 내리고 두부는 전혀 팔리지 않았다. 며칠이 지나 두부는 곰팡이가 피어 있었다. 밑천까지 날리게 될 판이었다. 생각하던 끝에 그는 곰팡이가 핀 두부를 소금물에 절였다. 그후 두부는 푸른색으로 변했고 먹어보니 맛이 특이했다. 그는 처우더우푸 간판을 내걸고 팔기 시작했다. 한번 산 사람은 다시 사러 올 정도로 그의 가게는 손님이 끊이지 않았고 온 장안에 소문이 자자했다. 얼마 지나지 않아 이 음식은 황제의 식단에까지 들어가게 되었습니다.

## 중국 각 지역별 취두부
취두부는 가지고 있는 긴 역사만큼 중국대륙에서 오랫동안 사랑받아온 샤오츠(길거리음식)이다. 그만큼 취두부는 중국 각 지방별로 다양한 형태의 모습을 유지하고 있다. 아래는 중국 바이두(baidu)백과사전에서 소개하는 각 지역별(성별)취두부의 형태를 설명한 글이다.

### 후난성 장사 취두부
장사 취두부는 장사 사람들에게 초우깐즈라고 불린다. 특색으로는 바삭바삭하고 물컹물컹하지 않다는 점이다. 처음에 맡으면 냄새가 코를 찌르듯 하다. 세심히 냄새를 맡으면 그 특유의 농도 짙은 향이 사람을 꾄다. 백두부의 상큼한 맛과 튀긴두부의 향긋한 바삭바삭함이 공존한다. 색은 누르스름하고 노랗다. 겉은 바삭바삭하나 속은 부드럽다. 선명하고 매운향이 난다.

### 난징 취두부
난징 취두부는 크게 두가지 종류로 나뉜다. 하나는 회백색의 옅은(단단하지 않은) 두부이고 다른 하나는 짙은 회색의 말린두부이다. 전자는 기름을 부어 튀기면 황금색으로 변하고 그 맛은 맛보면 바로 고추장, 깨장 등의 맛에 젖어들게 되고 겉은 부드러우며 속은 녹아내리는 듯한 맛을
풍긴다. 맛이 굉장히 강하다. 후자는 기름에 튀겨 먹는다면 조금 오래 튀겨야 맛이 우수하다. 표면은 작은 기포들이 있고 색깔은 검은회색으로 변하면 먹을 수 있다.

### 대만 취두부
대만의 취두부는 중국 본토에서 건너간 것이다. 1949년 허난성의 노병인 이명전이 가지고 건너간 것이 시초이다. 후에 대만 사람들이 끊이지 않고 개량하여 지금의 대만 취두부의 모양을 갖게 되었다. 표면은 바삭바삭하며 부스러지기 쉽고, 내면엔 많은 구멍이 있다. 대륙의 북방 취두부와 다르게 처음 맡을 때도 구린내가 진동을 하고 먹을 때도 구린내가 진동을 한다. 대륙 북방의 취두부는 냄새를 맡으면 구린내가 독하나 먹을 때는 그렇게 독하지 않다.

## 제작 방법
재료로는 황두, 고추기름, 차기름, 마기름, 간장, 염분이 섞인 지하수, 굵은 소금, 구운 석고 등을 이용한다. 황두는 두부를 만들 때 사용하며 이 두부를 기름에 튀겨 취두부를 만든다. 그 후 통풍이 잘되는 곳에서 기다린 다음 기름을 이용해 볶는다. 그 후 두부 가운데에 구멍을 뚫고 고추기름, 간장, 마기름 등을 넣어 보관한다.

## 같이 보기
- 푸루